# Divadlo Jána Palárika
Divadlo Jána Palárika se nachází v Trnavě na Trojičním náměstí. V roce 1990 bylo přejmenováno na Trnavské divadlo a v roce 2001 ho u příležitosti 170. výročí vzniku pojmenovali podle významného slovenského dramatika Jana Palárika, který se zasloužil o rozvoj tohoto divadla.

## Historie divadla
Divadelní budovu dalo v roce 1831 postavit město z vlastních nákladů, přičemž i samotný obyvatelé poskytli příspěvky na stavbu. Na průčelí budovy o tom dodnes mluví latinský nápis: Isthanc aedem Thaliae po suit senatus ac popolus Tirnaviensis, což v překladu znamená: Městská rada a obyvatelé Trnavy vybudovali tento dům Thálii.
Tato budova se považuje za nejstarší zachovanou budovu tohoto druhu na Slovensku.
V letech 1960 – 1965 působilo jako první profesionální divadlo v Trnavě. Po jeho zániku žilo divadlo ve městě a na jeho okolí zejména zásluhou ochotníků.
Od roku 1974 se formovalo na zájezdové Divadlo pro děti a mládež. Soubor divadla tvořil jeden ročník absolventů VŠMU spolu s několika herci ze starší generace. Toto seskupení dosáhlo největší úspěchy v celé historii divadla.

## Architektura divadla
Budova městského divadla v Trnavě prošla v roce 1907 secesní úpravou. Během ní předtím jednoduchou empírovou fasádu orientovanou do Trojičního náměstí nahradila bohatší Neobaroková fasáda kombinovaná se secesními štukovými detaily. Zároveň se dobudovali tolikrát chybějící vstupní prostory. Během této rekonstrukci se na patře vybudovala reprezentační zrcadlová síň panonie, která zabírá výšku dvou podlaží. Na průčelí se projevila dvěma řadami obloukových oken. Část s divadelním sálem zůstala nezměněna.

## Současnost
Současný stav divadla je výsledkem dvou velkých přestaveb. První se konala v roce 1960 a pocházejí z ní zajímavé vitráže v oknech v přízemí. Druhá přestavba se konala v roce 2002, která trvala jeden rok. Po ní otevřeli nový hrací prostor v divadle – Divadelní studio. K němu přibyly i nové prostory centrální šatny pro diváky, které umístili ve starých klenbových sklepeních pod divadlem.
V současnosti je ředitelem divadla Emil Nedielka a uměleckým šéfem Ján Zavarský.

## Představení
Divadlo má v současnosti ve svém repertoáru inscenace pro dospělé i inscenace pro děti. Mnohé z předloh vznikají přímo v divadle jako původní scénáře, dramatizace prozaických textů nebo úpravy různých divadelních her.